# Petra Cabrera
Petra Cabrera-Badia là nữ hoàng sắc đẹp đến từ Quần đảo Virgin, người đại diện cho đất nước của cô trong cuộc thi Hoa hậu Thế giới 2013 được tổ chức tại Bali, Indonesia.

## Tiểu sử

### Cuộc sống ban đầu và bắt đầu sự nghiệp
Petra sinh ra ở Cộng hòa Dominican nhưng cư trú tại Quần đảo Virgin thuộc Hoa Kỳ trong vài năm nay. Cô đang làm việc trong một vai trò hỗ trợ văn phòng y tế, cô có tham vọng học chuyên ngành Quản trị kinh doanh với mục đích bắt đầu các hoạt động kinh doanh riêng.

### Hoa hậu Thế giới 2013
Hoa hậu Thế giới 2013, mùa giải thứ 63 của cuộc thi Hoa hậu Thế giới được tổ chức vào ngày 28 tháng 9 năm 2013 tại Trung tâm Hội nghị Bali Nusa Dua ở Bali, Indonesia. Có tổng cộng 127 thí sinh từ khắp nơi trên thế giới đã tranh tài, tạo ra kỷ lục nhiều người tham dự nhất trong lịch sử cuộc thi.
Khi cô giành chiến thắng trong cuộc thi quốc gia, Petra có quyền đại diện cho Quần đảo Virgin thuộc Hoa Kỳ tại cuộc thi Hoa hậu Thế giới. Cô đã bay tới Indonesia để tham gia cuộc thi nói trên, nơi cô không được xếp hạng chung cuộc. Trong vòng "Thời trang bãi biển" trong vòng sơ khảo, Petra đã có thể lọt vào Top 32 nhưng cô đã thua đại diện của Brazil, Sancler Frantz.
Mùa giải 2013 đã chào đón Megan Young của Philippines với vai trò là người chiến thắng.